# إيزابيلا نيلسن
إيزابيلا نيلسن (بالدنماركية: Isabella Nielsen)‏ هي لاعبة كرة الريشة دنماركية، ولدت في 21 أغسطس 1995.

## وصلات خارجية
- إيزابيلا نيلسن على موقع BWF.tournamentsoftware.com (الإنجليزية)
- إيزابيلا نيلسن على موقع BWFbadminton.com (الإنجليزية)